# Прапор Філіппін
Прапор Філіппін — один з офіційних символів Філіппін. Затверджений 12 червня 1898 року.
Золоте сонце на прапорі символізує свободу та 8 провінцій, які першими піднялись на боротьбу з Іспанією. Зірки символізують три групи островів, які входять у Філіппіни: Лусон, Вісайські острови, Мінданао. Білий трикутник — символ миру та чистоти. Синій та червоний кольори символізують патріотизм та мужність. Цей прапор єдиний у світі кольори на якому міняються місцями: у воєнний час верхня стрічка — червона, нижня — синя.

## Технічна інформація

Технічний малюнок прапора

Співвідношення сторін прапора 1:2.
Кодування
| Кольорова модель | Синій          | Червоний       | Білий       | Золотий       |
| ---------------- | -------------- | -------------- | ----------- | ------------- |
| Cable No.        | 80173          | 80108          | 80001       | 80068         |
| Пантон           | 286            | 186            | n.a.        | 116           |
| RGB              | 0-56-168       | 206-17-38      | 255-255-255 | 252-209-22    |
| CMYK             | C100-M60-Y0-K5 | C0-M90-Y65-K10 | n.a.        | C0-M18-Y85-K0 |
| HEX              | #0038A8        | #CE1126        | #FFFFFF     | #FCD116       |